# 하시우치 유야
하시우치 유야(일본어: 橋内 優也, 1987년 7월 13일 ~ )는 일본의 축구 선수이다.

## 구단 경력
그는 2006년부터 2024년까지 J리그의 산프레체 히로시마, 가이나레 돗토리, 도쿠시마 보르티스, 마쓰모토 야마가 FC에서 활동하였다.